# Hittills har allt gått bra
Hittills har allt gått bra (franska Jusqu’ici tout va bien) är en fransk kriminalthrillerserie från 2023 vars första säsong består av sex avsnitt och hade premiär på strömningstjänsten Disney+ den 7 april 2023. Serien är skapad Nawell Madani och Simon Jablonka. Madani har också skrivit manus samt producerat serien tillsammans med Djebril Zonga.

## Handling
Serien kretsar kring en journalist som när hon försöker hjälpa sin bror från knarket så dras familjen in i knarkhandeln vilket leder till att hennes liv börjar falla samman.

## Roller i urval
- Nawell Madani
- Kahina Carina
- Carima Amarouche
- Aïda Guechoud